# Флёри, Теорен
Теоре́н Уо́ллас (Те́о) Флёри́ (фр. Theoren Wallace Fleury; род. 29 июня 1968, Оксбоу, Саскачеван) — канадский хоккеист, правый нападающий. Выступал за клубы «Калгари Флэймз», «Колорадо Эвеланш», «Нью-Йорк Рейнджерс» и «Чикаго Блэкхокс» в Национальной хоккейной лиге (НХЛ), «Таппара» в финской СМ-Лиге и «Белфаст Джайантс» в британской Элитной хоккейной лиге. Выбран в восьмом раунде драфта 1987 года под общим 166-м номером, после чего в период с 1989 года по 2003-й провёл в НХЛ более 1000 игр.
Будучи одним из самых низкорослых хоккеистов своего поколения, Флёри играл в силовой манере, что часто приводило к конфликтам как с тренерами, так и с другими игроками. На молодёжном чемпионате мира 1987 года ему приходилось принимать участие в знаменитой драке между сборными Канады и СССР, хоккеист сыграл в ней далеко не последнюю роль и вместе со всей национальной командой был дисквалифицирован. Несмотря на свой небольшой рост, Флёри набрал в НХЛ более 1000 очков и в 1989 году в составе «Флэймз» выиграл Кубок Стэнли. Дважды представлял Канаду на зимних Олимпийских играх, на соревнованиях 2002 года вместе со сборной завоевал золотую медаль. Почти на протяжении всей карьеры спортсмен боролся с алкогольной и наркотической зависимостями, по этой причине в 2003 году ему пришлось покинуть НХЛ. Завершил карьеру профессионального спортсмена в 2009 году, после неудачной попытки возвращения в большой хоккей.
Вне спорта Флёри некоторое время занимался бизнесом, в Калгари вместе с семьёй управлял фирмой по производству бетона — этой его деятельности даже было посвящено небольшое реалити-шоу, владеет собственным брендом на одежду. В 1995 году врачи обнаружили у него болезнь Крона, спортсмен стал устраивать ежегодные благотворительные турниры по гольфу, на которых собрал уже более миллиона долларов для фонда борьбы с этим недугом. Является соавтором книги «Играя с огнём» — автобиографии, выпущенной в октябре 2009 года, там он, в частности, упоминает о сексуальных домогательствах своего первого тренера Грэма Джеймса.

## Детство
Будущий хоккеист родился 29 июня 1968 года в Оксбоу, Саскачеван в семье Уолли и Донны Флёри, стал первым их сыном. Отец играл в хоккей, но вынужден был оставить мечты о карьере профессионального спортсмена из-за перелома ноги, полученного летом 1963 года, что, в свою очередь, привело к проблемам с алкоголем. Мать была кроткой, религиозной женщиной, но страдала от психического расстройства и на протяжении всей жизни принимала валиум, от которого не могла отказаться в силу наркотической зависимости. По происхождению Флёри является метисом — его бабушка Мэри принадлежала к племени кри. Четыре года семья провела в городе Уильямс-Лейк, Британская Колумбия, в 1970 году у Тео появился брат Тед, в 1973 — второй брат Трэвис. Позже Флёри переехали в Расселл, Манитоба, где Уолли работал сначала водителем грузовика, а потом завхозом на стадионе. Тео был самым маленьким ребёнком в классе, дома родители не уделяли ему должного внимания, поэтому в детстве он вёл себя крайне агрессивно, часто хулиганил и ввязывался в драки: «Каждый божий день я издевался над людьми. — вспоминает хоккеист. — Всегда обзывался на одноклассников, вызывал их на бой, чтобы почувствовать себя лучше. Я мог найти слабость в любом человекe за пять секунд». Хоккеем увлёкся в возрасте пяти лет, после того как однажды приятель пригласил его на матч в старый ангар. С этого момента стал играть при любом удобном случае, с утра вместе с отцом ходил на ледовую арену Расселла. Уже тогда учителя подметили за ним характерную особенность, повторять любое неудачное начинание до тех пор, пока оно не станет успешным.
Несмотря на то, что мать причисляла себя к Свидетелям Иеговы, Флёри стал приверженцем Римско-католической церкви, с шести до двенадцати лет он служил помощником священника, пока тот не умер от сердечного приступа: «Бог посылал мне испытания, чтобы сделать меня сильнее. Он испытывал меня ровно настолько, насколько я мог это выдержать». Лишённый карманных денег и надёжной семьи, Тео получал поддержку от религиозной общины, в особенности от членов семьи Пельц, которые часто кормили его с братьями и покупали им новую одежду. В январе 1982 года, когда Флёри было тринадцать, его мечты стать звездой НХЛ оказались на грани краха — в одном из матчей мальчик поранился, сильно повредив плечевую артерию, в ходе шестичасовой операции врачи удалили ему часть локтевого нерва и поставили её на место повреждённого лучевого. Из-за этого ему пришлось на время прекратить занятия, но уже через пять месяцев община собрала для него деньги и отправила тренироваться в школу хоккея имени Энди Мюррэя в Брандоне. Там юноша познакомился с Грэмом Джеймсом, который работал тогда скаутом команды «Виннипег Уорриорз» Западной хоккейной лиги (ЗХЛ), тот сказал Флёри, что несмотря на небольшой рост, у него всё же есть способности, чтобы заиграть в НХЛ, кроме того Грэм пообещал взять Тео в молодёжный состав «Уорриорз», когда тот достигнет достаточного возраста.

## Профессиональная карьера

### Молодёжные команды
Карьера Флёри началась в сезоне 1983-84, когда тому было пятнадцать лет, в течение года он выступал в команде «Сент-Джеймс Канадианс» Молодёжной хоккейной лиги Манитобы, в 22-х играх забил 33 шайбы и отдал 31 голевой пас. В следующем сезоне перешёл в обещанный «Виннипег Уорриорз», который к тому времени переместился в другой город и сменил название на «Мус-Джо Уорриорз», в 71-й игре молодой хоккеист отметился 29-ю голами и 46-ю передачами. Уже тогда спортсмен пристрастился к виски и гашишу, но с каждым годом пребывания в ЗХЛ его статистика неизменно росла, апофеозом стал сезон 1987-88 — 68 заброшенных шайб и 92 голевые передачи. Набрав 160 очков, Флёри выбился в лидеры чемпионата и вместе с Джо Сакиком разделил трофи имени Бобби Кларка. С этим результатом он также побил рекорд команды, и на данный момент удерживает рекорд «Уорриорз» по общему количеству очков (472), по состоянию на 2010 год в списке самых результативных игроков ЗХЛ занимает десятую позицию. Оставаясь самым низкорослым членом команды, Флёри отточил собственную манеру игры, с помощью которой ему удавалось выходить невредимым из единоборств с самыми габаритными соперниками. Чтобы защититься от силовой игры крепких защитников, он решил играть против них в такой же силовой хоккей, действовать агрессивно, постоянно оказывая на оппонентов психологическое давление — этот стиль, как позже отметил спортсмен, стал причиной многих конфликтов с тренерами. В свой последний год на молодёжном поприще Флёри заработал 235 минут штрафа, примерно на 100 минут больше, чем у любого другого бомбардира из десятки ЗХЛ. Впоследствии он отказался от своей грубости, чем удивил многих соперников, которые уже успели привыкнуть к его грязному хоккею.
Вместе со сборной Канады Флёри дважды ездил на молодёжные чемпионаты мира, причём первая поездка, на соревнования 1987 года в чехословацкий город Пьештяни, примечательна беспрецедентной дракой между канадцами и хоккеистами сборной СССР, состоявшейся 4 января в середине финального матча. Флёри забросил первую в игре шайбу и отпраздновал её импровизированным расстрелом советской скамейки, использовав клюшку в качестве пулемёта — эту его провокацию осудили даже канадские СМИ. Массовая драка началась в начале второго периода при счёте 4-2 в пользу Канады, когда Павел Костичкин силовым приёмом сбил Флёри с ног и вступил с ним в потасовку, вскоре к ним подключились остальные игроки, выбежали на лёд запасные. Судьи не могли ничего сделать, и на арене развернулось неконтролируемое побоище, в котором участвовали почти все присутствовавшие хоккеисты. В итоге обе сборные были дисквалифицированы. Международная федерация хоккея на 18 месяцев запретила всем причастным к драке игрокам выступать на международных соревнованиях, однако уже на шестом месяце запрет был снят, что позволило Флёри поехать на молодёжный чемпионат мира 1988 года в Москву. В этот раз его назначили капитаном команды, в семи матчах хоккеист набрал восемь очков — второй показатель в сборной, Канада выиграла золото.
Несмотря на то, что в сезоне 1986-87 Флёри набрал 129 очков, из-за небольшого роста специалисты НХЛ долгое время относились к нему скептически: «Будь я сантиметров на 15 повыше и килограмм на 8 потяжелее, меня бы любая команда выбрала под первым номером, но это было из разряда фантастики, а потому я был никому не нужен». Тем не менее, на драфте 1987 года в 8-м раунде под общим 166-м номером его всё-таки взяли в «Калгари Флэймз» — заканчивая выступления на молодёжном чемпионате, в 1988 году Флёри подписал свой первый профессиональный контракт (на сумму в 415 тысяч канадских долларов) и остаток сезона провёл в дочернем клубе «Солт-Лейк Голден Иглс». В регулярном чемпионате Международной хоккейной лиги (МХЛ) ему довелось поучаствовать всего в двух играх, там хоккеист набрал 7 очков, ещё 16 заработал в восьми матчах плей-офф, «Иглс» одержали победу и удостоились кубка имени Джо Тёрнера.

### Калгари Флэймз
В 1988 году Флёри приехал в тренировочный лагерь «Флэймз» с девятью килограммами лишнего веса, поэтому начинать сезон его отправили обратно в «Иглс». Там хоккеист выступал довольно успешно, в 40 матчах забил 37 шайб и выполнил 37 голевых передач, став лидером МХЛ по количеству набранных очков. Одновременно с этим основной клуб не показывал достойных результатов, и тренерский штаб «Флэймз» решил снова призвать молодого игрока в состав, чтобы хоть как-то прервать затянувшуюся полосу неудач. Первый матч в НХЛ Флёри провёл 3 января 1989 года против команды «Квебек Нордикс», через два дня в матче с «Лос-Анджелес Кингз» набрал первые очки, сделав три удачных паса. Первый и второй голы забил в матче против «Эдмонтон Ойлерз» 7 января, когда его клуб одержал разгромную победу со счётом 7-2. Флёри продолжал улучшать статистику и к концу регулярного чемпионата после 36 игр имел 34 очка. В розыгрыше плей-офф набрал ещё 11, чем помог «Флэймз» выиграть первый в своей истории Кубок Стэнли. После сравнительно умеренного следующего сезона (33 шайбы), в сезоне 1990-91 Флёри показал просто фееричную игру, забив 51 гол и отдав 53 голевые передачи. Хоккеист принял участие в матче всех звёзд, где, выступая за «Конференцию Кларенса Кэмпбелла» забил гол и одержал победу со счётом 11-5. В конце чемпионата, в матче против «Сент-Луис Блюз» сделал хет-трик и установил рекорд лиги по количеству шайб, заброшенных с ближней дистанции. Кроме того, по окончании сезона с полезностью +48 спортсмен удостоился НХЛ плюс/минус Эворд, которую разделил с Марти Максорли. В розыгрыше плей-офф Флёри забросил всего две шайбы, в том числе в овертайме шестого матча против «Ойлерз» — нападающий настолько обрадовался победе, что не рассчитал силы и, проехав на коленях через всю площадку, на полной скорости врезался прямо в борт. Седьмой матч команда всё же проиграла, и на этом сезон для неё завершился.
В чемпионате 1991-92 Флёри, как и два года назад, забросил 33 шайбы и точно так же пропустил игры на вылет. Его во второй раз пригласили на матч всех звёзд — отстаивая честь «Конференции Кэмпбелла», он отметился одной шайбой. В сезоне 1992-93 Флёри во второй раз превысил отметку в 100 набранных очков, заняв в своей команде первое место по этому показателю, причём 10 февраля в матче против «Сан-Хосе Шаркс» набрал 6 очков и получил полезность +9. Во время локаута 1994-95, когда количество матчей с 84-х было сокращено до 48-и, Флёри успел поиграть за финский клуб «Таппара», выступающий в СМ-Лиге. К тому времени, как его призвали обратно в «Калгари», хоккеист провёл в Финляндии десять матчей и набрал 17 очков. Заканчивая сезон, 31 марта 1995 года Флёри забросил две шайбы в ворота «Ойлерз», набрав тем самым в НХЛ 500 очков.
Перед началом сезона 1995-96 Флёри заключил с клубом пятилетний контракт стоимостью 12,4 млн американских долларов — согласился на эту сравнительно небольшую сумму из-за уважения к команде, которая открыла для него дорогу в НХЛ: «Я хотел не только денег, я хотел грызть зубами лёд и выжимать из себя максимум в каждом матче — „Флеймз“ дали мне путёвку в жизнь, и поэтому я был предельно предан им, несмотря ни на что». Ему пришлось пропустить предсезонную подготовку из-за сильной боли в животе, тем не менее, к началу чемпионата он вернулся в состав и принял участие во всех первых матчах. «Было такое ощущение, как будто каждые пять минут кто-то пронзает меня острым ножом» — вспоминал хоккеист, в таком состоянии он играл до декабря 1995 года, пока врачи не поставили ему диагноз «гранулёматозный энтерит» и не разработали индивидуальную систему лечения. Несмотря на болезнь, Флёри продолжал оставаться лидером клуба по заброшенным шайбам, голевым передачам и очкам, принял участие в матче всех звёзд и заслужил уважение среди фанатов. Когда в связи с окончанием контракта команду покинул Джо Нуиндайк, Флёри временно назначили капитаном «Флэймз», в декабре статус признали постоянным. Хоккеист согласился неохотно, он не очень подходил на эту роль, но чувствовал долг перед командой, к тому же, других кандидатур не было. Позже, спустя два сезона, нападающий решил отказаться от капитанства, отметив, что оно мешает его игре и вредит взаимоотношениям как с одноклубниками, так и с тренером Пьером Паже.

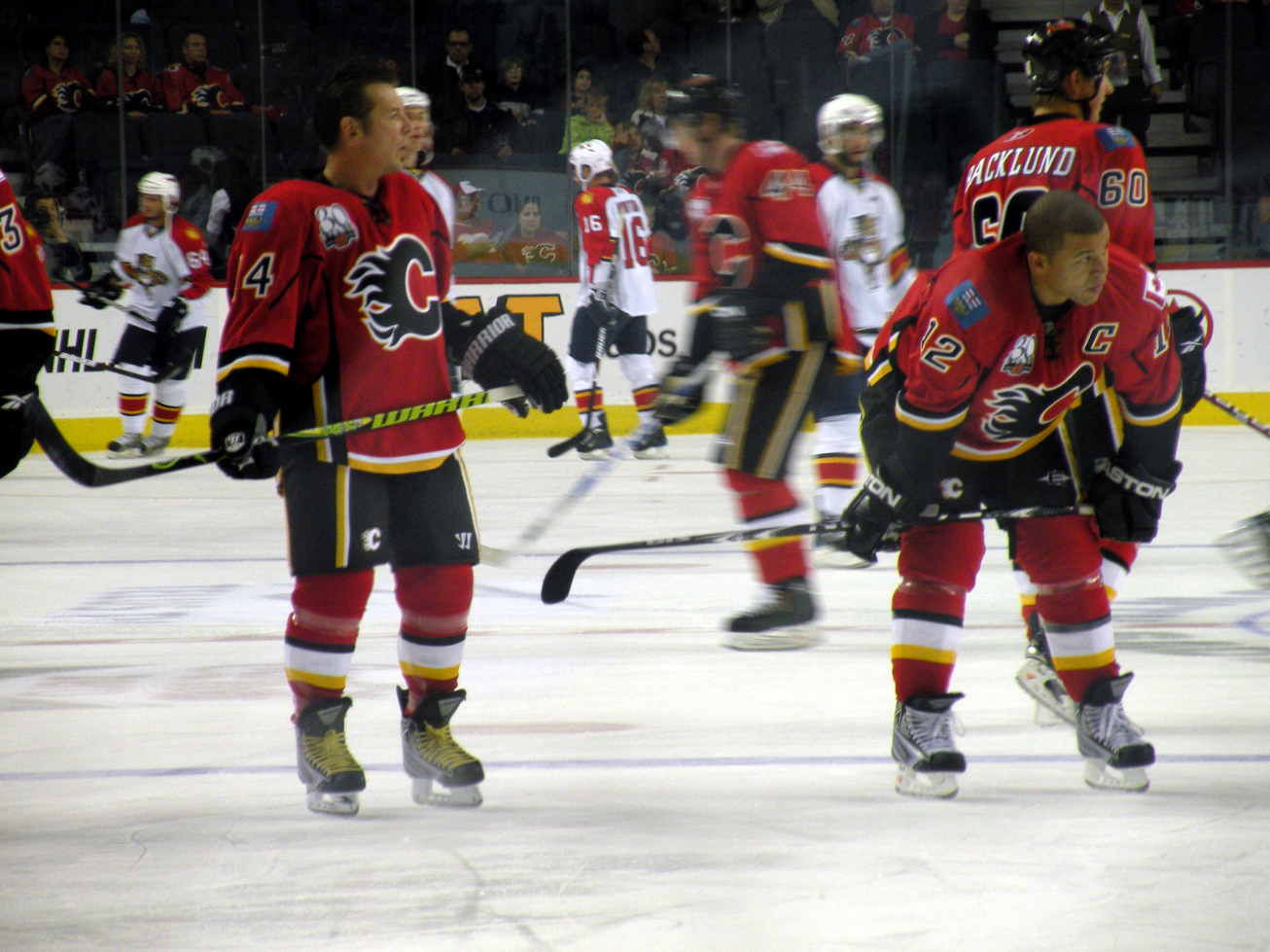
Теорен Флёри (слева) удерживал рекорд «Флэймз» по количеству набранных очков в течение десяти лет, пока в 2009 году это достижение не преодолел Джером Игинла (справа)

В сезоне 1996-97 «Флэймз» заняли в Тихоокеанском дивизионе пятое место и первый раз с 1980 года не вышли в плей-офф. По набранным очкам Флёри снова стал лидером команды, однако результат в 29 шайб явился для него худшим по сравнению с предыдущими полными сезонами в НХЛ, стал единственным хоккеистом, представляющим «Флэймз» на матче всех звёзд. В сезоне 1997-98 Флёри забил ещё меньше — 27 голов, но при этом количество набранных очков увеличил с 67-и до 78-и, набрав, кроме того, наибольшую в команде сумму штрафных минут — 197. 29 ноября 1997 года хоккеист забил свой 315-й гол, побив клубный рекорд Нуиндайка, в тот же день его назвали в числе игроков, призванных в сборную Канады на зимние Олимпийские игры в Нагано. Флёри принял участие в пятом для себя матче всех звёзд, но его команду опять постигла неудача — «Флэймз» не пробились в финальную стадию НХЛ. 19 февраля 1999 года хоккеист превзошёл клубное достижение Эла Макинниса, набрав 823 очка — этот рекорд удерживался потом в течение десяти лет, пока в 2009 году его не побил Джером Игинла. Несмотря на это, «Флэймз», оказавшиеся в тяжёлом финансовом состоянии, решили не продлевать контракт, и, опасаясь того, что звёздный игрок уйдёт на правах свободного агента, 28 февраля отдали его в «Колорадо Эвеланш», взамен трёх других хоккеистов. Решение было предсказуемым, однако фанатов новость шокировала. К 1999 году Флёри пользовался среди болельщиков Калгари огромной популярностью, дошло до того, что в одном из матчей, когда он пошёл менять запачканный кровью свитер, фанат с трибун бросил ему свой, чтобы тот не пропустил смену. Хоккеист надел свитер, но, заметив на нём автографы, снял и вернул обратно.

### Колорадо, Нью-Йорк и Чикаго
Дебютное выступление за «Эвеланш» состоялось на следующий день после обмена и было встречено бурными аплодисментами болельщиков из Денвера. Первый гол Флёри забил в проигранном со счётом 4-3 матче против «Ойлерз», в одном из единоборств сильно повредил колено и на две недели выбыл из состава. За новый клуб в регулярном чемпионате он провёл всего лишь 15 игр (при том что за все 11 лет во «Флэймз» пропустил только семь матчей), забил 10 шайб и отдал 14 передач, в 18-и играх плей-офф отметился 5-ю шайбами и 12-ю передачами, в полуфинальной серии его команда уступила «Даллас Старз». По окончании сезона руководство «Эвеланш» отказалось подписывать с ним новый контракт, поэтому хоккеист перешёл в «Нью-Йорк Рейнджерс», подписав с ними трёхлетний контракт на сумму 21 млн долларов и правом клуба за 7 млн продлить соглашение ещё на треть срока. Первый год пребывания в Манхэттене прошёл неудачно, изо всех сил стараясь стать лидером команды и приспособиться к жизни в Нью-Йорке, в сезоне 1999—2000 Флёри забросил только 15 шайб. После завершения чемпионата он добровольно вступил в проводимую лигой программу по борьбе с наркотической зависимостью и эмоциональной неустойчивостью, поскольку понял, что это стало вредить его игре.
В сезоне 2000-01 Флёри вернулся на свой прежний уровень, забил 30 голов и принял участие в седьмом своём матче всех звёзд. 4 ноября 2000 года в победном матче со счётом 5-2 против «Монреаль Канадиенс» забил четырёхсотый в НХЛ гол. По количеству набранных очков нападающий стал первым в команде и четвёртым во всей лиге, окончил сезон с 74 очками в 62-х матчах, руководство «Рейнджерс» настояло, чтобы в межсезонье он снова прошёл курс лечения. В ходе сезона 2001-02 Флёри признался, что жизнь в Манхэттене даётся ему крайне тяжело, так как сам он родился и вырос в маленьких провинциальных городках с численностью населения не больше 1500 человек. Он сыграл во всех 82-х матчах, но при этом всё чаще выплёскивал на льду свои личные проблемы. Так, в январе 2002 года, нарушив правила против игрока «Питтсбург Пингвинз», хоккеист вместо посещения скамейки штрафников ушёл сразу в раздевалку. Впоследствии он извинился перед одноклубниками за этот поступок, объяснив расшатанное психическое состояние серьёзными проблемами в семье. Спустя две недели его оштрафовали на тысячу долларов за неприличный жест в сторону болельщиков «Нью-Йорк Айлендерс», которые насмехались над его тягой к наркотикам. В конце февраля Флёри ввязался в конфликт с арбитрами, посчитав, что те принимали в отношении него несправедливые решения, и потребовал их отставки. Комитет лиги рассмотрел жалобу и отказал хоккеисту в претензиях. Несмотря на все эти скандалы, 27 октября 2001 года нападающий, ассистируя Майку Йорку, набрал своё тысячное в НХЛ очко — за столь значимое достижение «Рейнджеры» наградили его серебряной клюшкой.
Прошли три года, клуб не воспользовался опционом и не стал продлять контракт, передав все права на хоккеиста руководству «Сан-Хосе Шаркс», в обмен на одно право выбора при предстоящем драфте. Флёри всё же решил перейти в «Чикаго Блэкхокс» и заключил с ними двухлетний контракт на 8,5 млн долларов. Сезон 2002-03 нападающий планировал начать в основном составе этой команды, но буквально за два дня до первой игры его уличили в грубом нарушении условий программы по преодолению алкогольной зависимости и отстранили от участия в матчах НХЛ. Функционерам «Блэкхокс» пришлось подкупить друзей Флёри, чтобы те заставили его посещать общество анонимных алкоголиков и призвали прекратить употребление кокаина. Хоккеист пропустил первые два месяца чемпионата, после чего за примерное поведение был восстановлен. В январе 2003 года, отдыхая вместе с одноклубниками в стрип-клубе Колумбуса, Флёри стал участником пьяной драки с охранниками, после чего в беспамятстве и в окровавленной одежде был задержан полицией. Инцидент не привёл к дисквалификации, но авторитет в команде существенно снизился, клуб настоял на разрыве контракта и в марте выставил игрока на драфт отказов. Никто не проявил к нему интереса, и, таким образом, сезон завершился для него в «Блэкхокс», в 54-х играх Флёри забил 12 шайб и выполнил 21-у голевую передачу. В апреле хоккеист вновь вернулся к своим пагубным привычкам и снова был отстранён от участия в матчах. На этом его карьера в НХЛ подошла к концу: «Я ненавижу тренироваться. Я ненавижу свою жизнь. Я ненавижу хоккей. С меня хватит».

### Ветеранский хоккей и Белфаст Джайантс
Так как в сезоне 2003-04 у Флёри действовал контракт с клубом НХЛ, в соответствии со сложившимися правилами, он не мог перейти даже в любительскую лигу вплоть до окончания локаута 2004-05. Нападающий оставался безработным более двух лет, пока в январе 2005 года руководство НХЛ и Ассоциация игроков национальной хоккейной лиги не признали за ним статус свободного агента. 22 января Флёри вместе со своим двоюродным братом Тоддом Хольтом, а также игроками Джино Оджиком, Сашой Лаковичем и Доди Вудом вышел на лёд в составе команды «Хорс-Лэйк Тандер», соревнующейся в северной ветеранской лиге Канады за обладание Кубком Аллана. В первом же матче хоккеист забил одну шайбу и выполнил две голевые передачи. Флёри являлся самым звёздным игроком этого чемпионата, и у многих болельщиков его присутствие вызывало недоумение, поскольку было непонятно, как такой высококлассный игрок может состоять в любительской команде — хоккеисту не раз приходилось опровергать слухи о том, что клуб тайно переводит на его счёт огромные суммы денег: «За свою карьеру в НХЛ я заработал 50 млн долларов. Думаете, мне нужны деньги для игры в Хорс-Лэйк? Ничего подобного. Я делаю это ради собственной забавы, играю ради удовольствия, хочу получить Кубок Аллана». Клуб выступал довольно успешно, и многие из участников чемпионата обозлились против «Тандер», дошло до того, что Флёри согласился отдать свою золотую олимпийскую медаль, выигранную в 2002 году, обвинив критиков в расизме и зависти.
Напряжённая обстановка вынудила Флёри задуматься о смене команды, один из друзей предложил ему переехать в Северную Ирландию и поиграть за клуб «Белфаст Джайантс», выступающий в Британской элитной хоккейной лиге (БЭХЛ), тот согласился и сезон 2005-06 провёл именно там. В первом же матче, против «Эдинбург Кэпиталс», нападающий сделал хет-трик и выполнил четыре голевые передачи, всего в 34-х играх забил 22 шайбы и отдал 52 результативных паса, а команда взяла главный трофей чемпионата. Охарактеризованный самым талантливым хоккеистом, который когда-либо играл в Соединённом Королевстве, Флёри был назван игроком года и выбран британской ассоциацией журналистов в состав символической сборной всех звёзд. Одновременно с этим сам хоккеист остался крайне недоволен лигой, его раздражало агрессивное поведение местных фанатов и несправедливость судей, которые, как ему казалось, должны защищать таких звёзд, а не штрафовать. Таким образом, сезон 2006-07 «Белфаст Джайантс» провели уже без него. В конце 2008 года Флёри вместе с братом Тедом присоединился к команде «Стэйнбек Норт Старз», снова решил попробовать выиграть Кубок Аллана. Он сыграл в 13 матчах, забил 8 шайб и 19 раз ассистировал, клуб выступал сравнительно успешно, но уступил в полуфинале.

### Попытка возвращения в НХЛ
Недовольный тем, как завершилась его карьера в НХЛ, Флёри нанял личного тренера и в феврале 2009 года начал готовиться к возвращению в лигу. В августе он подал петицию комиссару Гэри Бэттману с просьбой отменить дисквалификацию, 10 сентября на совещании руководителей и докторов лиги запрет на участие в матчах был снят. Получив разрешение на игру, Флёри сразу же вышел на тренерский штаб «Флэймз», заявил о своём желании доказать, что ещё способен выступать на высоком уровне, однако многие специалисты отнеслись к его намерениям скептически, к этому времени спортсмена постигла неудача в бетонном бизнесе, он выплачивал алименты детям и готовил к выпуску мемуары — в прессе возвращение обосновали финансовыми трудностями хоккеиста. 17 сентября Флёри вышел на лёд в показательном матче против «Нью-Йорк Айлендерс» в тройке с Дэймондом Лэнгкоу и Найджелом Дэйвсом. На протяжении всего матча действия нападающего сопровождались громкими аплодисментами, в овертайме он забил решающий гол, и «Флэймз» одержали победу со счётом 5-4. Три дня спустя Флёри отличился шайбой и голевой передачей в матче против «Флориды Пантерз», выигранном со счётом 5-2. Генеральный менеджер клуба Дэррил Саттер решил удовлетворить просьбу Флёри и взять его в состав на матчи НХЛ, но при этом он отметил, что хоккеист не входит в число шести лучших крайних нападающих команды, и право выхода на лёд придётся доказывать в конкурентной борьбе с молодыми игроками. 28 сентября на пресс-конференции, состоявшейся в Пенгроут-Сэдлдоум, Флёри объявил о своём уходе, выразил благодарность «Флэймз» за предоставленную возможность, назвав Калгари любимым городом, и отрицательно ответил на вопрос о поиске какой-либо другой команды.

### Международные выступления
Во взрослую сборную Канады по хоккею Флёри впервые был вызван на чемпионат мира 1990 года, там в девяти играх он набрал 11 очков, команда заняла четвёртое место. На следующее мировое первенство он приехал с травмой колена, но, несмотря на это, помог соотечественникам завоевать серебряные медали. В этом же году хоккеист принял участие в Кубке Канады, в семи матчах один раз забил и четыре раза ассистировал, канадцы стали чемпионами. Пять лет спустя Флёри выступил на первом Кубке мира, который стал проводиться вместо Кубка Канады, с четырьмя голами занял четвёртое место в списке бомбардиров, но команда в финале уступила сборной США.
На Олимпийские игры хоккеисты НХЛ впервые были допущены в 1998 году. Вызов в собравшуюся «команду мечты» Флёри назвал важнейшим событием в своей жизни, однако за Канаду он забил всего лишь один гол, та проиграла в полуфинале Чехии и вообще осталась без медалей. По прошествии четырёх лет генеральный менеджер сборной Уэйн Гретцки вызвал Флёри для участия в матчах Олимпиады 2002 года. Решение было спорным, поскольку в то время уже все газеты писали об алкоголизме хоккеиста и его психической неуравновешенности. В ходе сезона 2001-02 Флёри принимал наркотики и пил особенно интенсивно, но узнав о вызове в сборную, он во что бы то ни стало решил оправдать доверие менеджера, отметив впоследствии, что специально ради Олимпиады «ушёл в завязку». «Тео представлял собой наше истинное лицо. — вспоминал Гретцки. — Лицо команды, которая должна была выиграть не потому, что ей везло, а потому что каждый её игрок пахал в поте лица». В шести матчах нападающий выполнил две голевые передачи, и канадская команда выиграла первое за 50 лет Олимпийское золото. Эту победу Флёри назвал пиком своей карьеры.

## Стиль игры
Тео родился левшой, но ещё с детства во всех видах спорта использовал правую руку как главную. После повреждения лучевого нерва и последующей операции он стал владеть обеими руками одинаково хорошо. Манеру игры хоккеиста предопределил его небольшой рост — 165 см. Попав в команду «Калгари Флэймз», где преимущественно выступали крупные, габаритные игроки, Флёри должен был завоевать уважение среди партнёров, поэтому стал играть в силовой, агрессивный хоккей. Он не боялся использовать грязные приёмы, получал очень много штрафных минут, но при этом за десять сезонов во «Флэймз» практически ни разу не был серьёзно травмирован: «Я никогда так не попадался. Будучи низкорослым и лёгким, очень быстро научился выделять хоккеистов, против которых необходимо играть с постоянно поднятой головой». По мнению некоторых экспертов, это именно Флёри доказал, что «малыши» могут выступать в НХЛ наравне с тяжеловесами, как он сам отмечал в интервью, у низкорослых игроков много преимуществ, например, ловкость и быстрота рук. С возрастом под действием вредных привычек его игровые показатели существенно снизились, в силу эмоциональной неуравновешенности нападающий часто ввязывался в драки, становился причиной многих скандалов. В автобиографии он охарактеризовал свой стиль следующим образом:
Я построил свою 15-летнюю карьеру на фундаменте из скорости, мастерства и бесстрашия. Я прошёл длинный путь от чемпионства на МЧМ к Кубку Стэнли и к олимпийскому золоту в составе сборной Канады, пока не растерял всю свою скорость, на смену которой пришли тонна лишнего веса и неиссякаемый запас ярости. Когда я был помоложе и играл за «Калгари», я был словно резиновый мячик — пни меня, и я стану играть быстрее и жёстче. А потом я стал просто опасным. Только тронь меня, и я тебя в землю закопаю. Меня подкосила ярость. Ярость, которую подпитывали наркотики, алкоголь и девушки.
До самого окончания спортивной карьеры перед каждым матчем Флёри проводил своеобразный ритуал, надевал левый щиток на голень, потом правый, потом левый конёк, затем правый конёк — именно в такой последовательности, слева направо. Всегда выходил на лёд первым после вратаря, опускался на одно колено, загребал рукой немного ледовой стружки и крестился. В своих мемуарах он отметил, что проделывал всё это для того, чтобы не получить травму.

## Вне льда

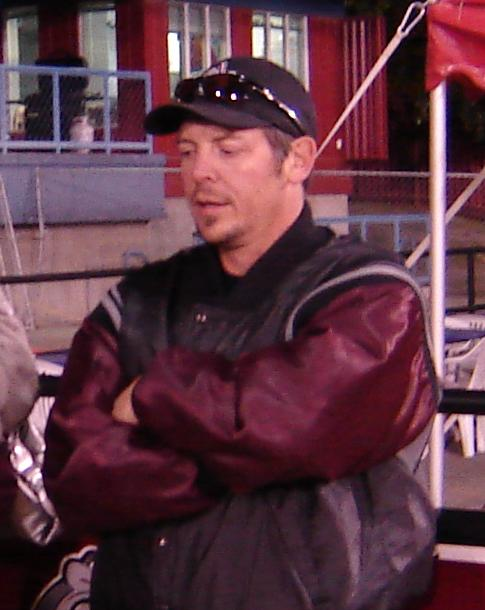
В 2008 году Флёри провёл два матча за бейсбольный клуб «Калгари Вайперс»

Почти на протяжении всей жизни Флёри боролся с зависимостями от алкоголя и наркотиков: «В 16 лет я впервые попробовал пиво и стал алкоголиком буквально с первого глотка. В жизни было столько проблем, а тут всё вдруг куда-то испарялось — с тех пор алкоголь для меня стал жизненно необходим, как воздух и хоккей». В ноябре 2004 года он признался, что после дисквалификации из НХЛ проблемы лишь усугубились. Завязать с пагубной привычкой ему помогла вторая жена, Дженнифер, с которой хоккеист познакомился в 2005 году, когда играл в составе «Хорс-Лэйк Тандер». Флёри очень любил Дженнифер и опасался, что та его бросит, поэтому с 18 сентября 2005 года полностью отказался от выпивки и кокаина. Спустя год они официально оформили свой брак и завели дочь Скайлу. Кроме этого, у спортсмена есть сын и дочь, Боз и Татим, от первой жены Вероники, а также сын Джош, рождённый вне брака в 1987 году от школьной подруги Шэннон.
В 1994 году Флёри вместе со своим юношеским тренером Грэмом Джеймсом, коллегой по НХЛ Джо Сакиком и профессиональным рестлером Бретом Хартом стал совладельцем развивающейся молодёжной команды «Калгари Хитмен», выступающей в Западной хоккейной лиге. Три года спустя он продал все свои акции «Флэймз», после скандала с сексуальными домогательствами Джеймса к Шелдону Кеннеди и другому хоккеисту. Вернувшись из Северной Ирландии, Флёри решил заняться бизнесом и основал компанию под названием «Бетонные покрытия Флёри», в которой вместе с женой Дженнифер и братом Тедом занимался продажей бетона в различные строительные организации, однако в 2009 году фирма разорилась. В 2007 году был снят пилотный выпуск реалити-шоу про его бетонный бизнес Theoren Fleury: Rock Solid: «Мы хотим показать людям, что если у них есть мечта, то при должном желании она всегда осуществима». Спортсмен возлагал на шоу большие надежды, но ни один из телевизионных каналов им не заинтересовался.
В 2008 году Флёри запустил собственную марку одежды под названием «FAKE» (Fleury’s Artistic Kustom Enterprises) и на этой почве сблизился с бейсбольной командой «Калгари Вайперс», которой планировал продавать спортивную форму своего бренда. На переговорах с клубом его попросили принять участие в двух показательных матчах, и тот согласился — 9 августа состоялся дебют в профессиональном бейсболе. Флёри является организатором и участником нескольких благотворительных фондов. Ещё в середине 1990-х годов он запустил хоккейную школу, которая работала сначала семь лет в Калгари, а потом ещё восемь в Расселле, неоднократно жертвовал средства в различные некоммерческие хоккейные организации. После обнаружения у него в 1995 году болезни Крона, Флёри присоединился к канадскому фонду по борьбе с этим недугом, стал переводить туда деньги, полученные от ежегодных благотворительных турниров по гольфу, проводимых в Калгари под его началом. Турнир собрал уже более миллиона долларов, и на данный момент остаётся главным спонсором фонда.
При содействии издательницы Кристи Маклеллэйн-Дэй Флёри написал книгу-автобиографию «Играя с огнём» (англ. Playing with Fire), которая вышла 16 октября 2009 года. В ней он признаётся, что подвергался сексуальным домогательствам юниорского тренера Грэма Джеймса, именно с детской психологической травмой он связывал свои проблемы с алкоголем, в книге он пишет, что из-за этого в 2004 году даже пытался покончить жизнь самоубийством, «держал во рту дуло заряженного пистолета». Среди прочих интересных фактов, хоккеист отмечает, что почти все заработанные деньги потратил на выпивку, наркотики, азартные игры и женщин. Флёри признаётся, что во время игры за «Рейнджеров» он тринадцать раз проваливал тест на содержание в крови наркотиков, но руководство клуба закрывало на это глаза, поскольку команде нужен был забивной нападающий (функционеры лиги этот факт опровергли). За первую неделю после релиза «Играя с огнём» стала самой продаваемой книгой на сайте Amazon.com, на адрес Флёри стали приходить письма от многих людей, столкнувшихся в жизни с теми же трудностями.

## Статистика
| Легенда | Легенда                    | Легенда | Легенда                   | Легенда | Легенда    |
| ------- | -------------------------- | ------- | ------------------------- | ------- | ---------- |
| И       | Количество проведённых игр | Штр     | Штрафное время            | +/−     | Плюс-минус |
| Г       | Голы                       | П       | Голевые передачи          | О       | Очки       |
| -       | Статистика неизвестна      | —       | Статистика не учитывалась |         |            |

### Клубная
| 1983-84     | Сент-Джеймс Канадианс | МХЛМ        | 22   | 31  | 33  | 64   | 88   |    |    |    |    |     |
| 1984-85     | Мус-Джо Уорриорз      | ЗХЛ         | 71   | 29  | 46  | 75   | 82   | —  | —  | —  | —  | —   |
| 1985-86     | Мус-Джо Уорриорз      | ЗХЛ         | 72   | 43  | 65  | 108  | 124  | 13 | 7  | 13 | 20 | 16  |
| 1986-87     | Мус-Джо Уорриорз      | ЗХЛ         | 66   | 61  | 68  | 129  | 110  | 9  | 7  | 9  | 16 | 34  |
| 1987-88     | Мус-Джо Уорриорз      | ЗХЛ         | 65   | 68  | 92  | 160  | 235  | —  | —  | —  | —  | —   |
| 1987-88     | Солт-Лейк Голден Иглс | МХЛ         | 2    | 3   | 4   | 7    | 7    | 8  | 11 | 5  | 16 | 16  |
| 1988-89     | Солт-Лейк Голден Иглс | МХЛ         | 40   | 37  | 37  | 74   | 81   | —  | —  | —  | —  | —   |
| 1988-89     | Калгари Флэймз        | НХЛ         | 36   | 14  | 20  | 34   | 46   | 22 | 5  | 6  | 11 | 24  |
| 1989-90     | Калгари Флэймз        | НХЛ         | 80   | 31  | 35  | 66   | 157  | 6  | 2  | 3  | 5  | 10  |
| 1990-91     | Калгари Флэймз        | НХЛ         | 79   | 51  | 53  | 104  | 136  | 7  | 2  | 5  | 7  | 14  |
| 1991-92     | Калгари Флэймз        | НХЛ         | 80   | 33  | 40  | 73   | 133  | —  | —  | —  | —  | —   |
| 1992-93     | Калгари Флэймз        | НХЛ         | 83   | 34  | 66  | 100  | 88   | 6  | 5  | 7  | 12 | 27  |
| 1993-94     | Калгари Флэймз        | НХЛ         | 83   | 40  | 45  | 85   | 186  | 7  | 6  | 4  | 10 | 5   |
| 1994-95     | Таппара               | СМ-Л        | 10   | 8   | 9   | 17   | 22   | —  | —  | —  | —  | —   |
| 1994-95     | Калгари Флэймз        | НХЛ         | 47   | 29  | 29  | 58   | 112  | 7  | 7  | 7  | 14 | 2   |
| 1995-96     | Калгари Флэймз        | НХЛ         | 80   | 46  | 50  | 96   | 112  | 4  | 2  | 1  | 3  | 14  |
| 1996-97     | Калгари Флэймз        | НХЛ         | 81   | 29  | 38  | 67   | 104  | —  | —  | —  | —  | —   |
| 1997-98     | Калгари Флэймз        | НХЛ         | 82   | 27  | 51  | 78   | 197  | —  | —  | —  | —  | —   |
| 1998-99     | Калгари Флэймз        | НХЛ         | 60   | 30  | 39  | 69   | 68   | —  | —  | —  | —  | —   |
| 1998-99     | Колорадо Эвеланш      | НХЛ         | 15   | 10  | 14  | 24   | 18   | 18 | 5  | 12 | 17 | 20  |
| 1999-00     | Нью-Йорк Рейнджерс    | НХЛ         | 80   | 15  | 49  | 64   | 68   | —  | —  | —  | —  | —   |
| 2000-01     | Нью-Йорк Рейнджерс    | НХЛ         | 62   | 30  | 44  | 74   | 122  | —  | —  | —  | —  | —   |
| 2001-02     | Нью-Йорк Рейнджерс    | НХЛ         | 82   | 24  | 39  | 63   | 216  | —  | —  | —  | —  | —   |
| 2002-03     | Чикаго Блэкхокс       | НХЛ         | 54   | 12  | 21  | 33   | 77   | —  | —  | —  | —  | —   |
| 2004-05     | Хорс-Лэйк Тандер      | НПХЛ        | 7    | 4   | 10  | 14   | 28   | —  | —  | —  | —  | —   |
| 2005-06     | Белфаст Джайантс      | БЭХЛ        | 34   | 22  | 52  | 74   | 270  | 7  | 1  | 12 | 13 | 34  |
| 2008-09     | Стэйнбек Норт Старз   | ХМ          | 13   | 8   | 19  | 27   | 42   | 4  | 2  | 5  | 7  | 26  |
| Всего в НХЛ | Всего в НХЛ           | Всего в НХЛ | 1084 | 455 | 633 | 1088 | 1840 | 77 | 34 | 45 | 79 | 116 |

### Международная
| Год                        | Сборная                    | Соревнование               | И  | Г  | ГП | О  | Штр | Результат         |
| -------------------------- | -------------------------- | -------------------------- | -- | -- | -- | -- | --- | ----------------- |
| 1987                       | Канада (мол.)              | МЧМ                        | 6  | 2  | 3  | 5  | 2   | Дисквалифицирован |
| 1988                       | Канада (мол.)              | МЧМ                        | 7  | 6  | 2  | 8  | 4   | Золотая медаль    |
| 1990                       | Канада                     | Чемпионат мира             | 9  | 4  | 7  | 11 | 10  | Четвёртое место   |
| 1991                       | Канада                     | Чемпионат мира             | 8  | 5  | 5  | 10 | 8   | Серебряная медаль |
| 1991                       | Канада                     | Кубок Канады               | 7  | 1  | 4  | 5  | 12  | Золотая медаль    |
| 1996                       | Канада                     | Кубок мира                 | 8  | 4  | 2  | 6  | 8   | Второе место      |
| 1998                       | Канада                     | Олимпийские игры           | 6  | 1  | 3  | 4  | 2   | Четвёртое место   |
| 2002                       | Канада                     | Олимпийские игры           | 6  | 0  | 2  | 2  | 6   | Золотая медаль    |
| Всего в молодёжной сборной | Всего в молодёжной сборной | Всего в молодёжной сборной | 13 | 8  | 5  | 13 | 6   |                   |
| Всего во взрослой сборной  | Всего во взрослой сборной  | Всего во взрослой сборной  | 44 | 15 | 23 | 38 | 46  |                   |

### Матчи всех звёзд
| Год                       | Место проведения          |                           | Г | ГП | О  | Штр |
| ------------------------- | ------------------------- | ------------------------- | - | -- | -- | --- |
| 1991                      | Чикаго                    | 1                         | 0 | 1  | 0  |     |
| 1992                      | Филадельфия               | 1                         | 0 | 1  | 0  |     |
| 1996                      | Бостон                    | 0                         | 0 | 0  | 0  |     |
| 1997                      | Сан-Хосе                  | 0                         | 1 | 1  | 0  |     |
| 1998                      | Ванкувер                  | 1                         | 2 | 3  | 2  |     |
| 1999                      | Тампа                     | 0                         | 2 | 2  | 0  |     |
| 2001                      | Колорадо                  | 2                         | 1 | 3  | 0  |     |
| Всего в матчах всех звёзд | Всего в матчах всех звёзд | Всего в матчах всех звёзд | 5 | 6  | 11 | 2   |

## Награды
| Награда                                                 | Год                             | Источник |
| ------------------------------------------------------- | ------------------------------- | -------- |
| Молодёжные                                              |                                 |          |
| Команда всех звёзд восточной конференции ЗХЛ            | 1987-88                         | [ 125 ]  |
| Боб Кларк Трофи                                         | 1987-88 (разделил)              | [ 126 ]  |
| Символическая сборная звёзд Молодёжного чемпионата мира | 1988                            | [ 127 ]  |
| Национальная хоккейная лига                             |                                 |          |
| Обладатель Кубка Стэнли                                 | 1988-89                         |          |
| НХЛ плюс/минус                                          | 1990-91 (разделил)              | [ 35 ]   |
| Вторая сборная всех звёзд                               | 1994-95                         | [ 34 ]   |
| Награды «Калгари Флэймз»                                |                                 |          |
| Кубок Мольсона                                          | 1990-91 1992-93 1995-96 1997-98 | [ 128 ]  |
| Британская элитная хоккейная лига                       |                                 |          |
| Игрок года                                              | 2005-06                         | [ 84 ]   |
| Первая сборная всех звёзд                               | 2005-06                         | [ 84 ]   |